# Casa Professa dei Gesuiti

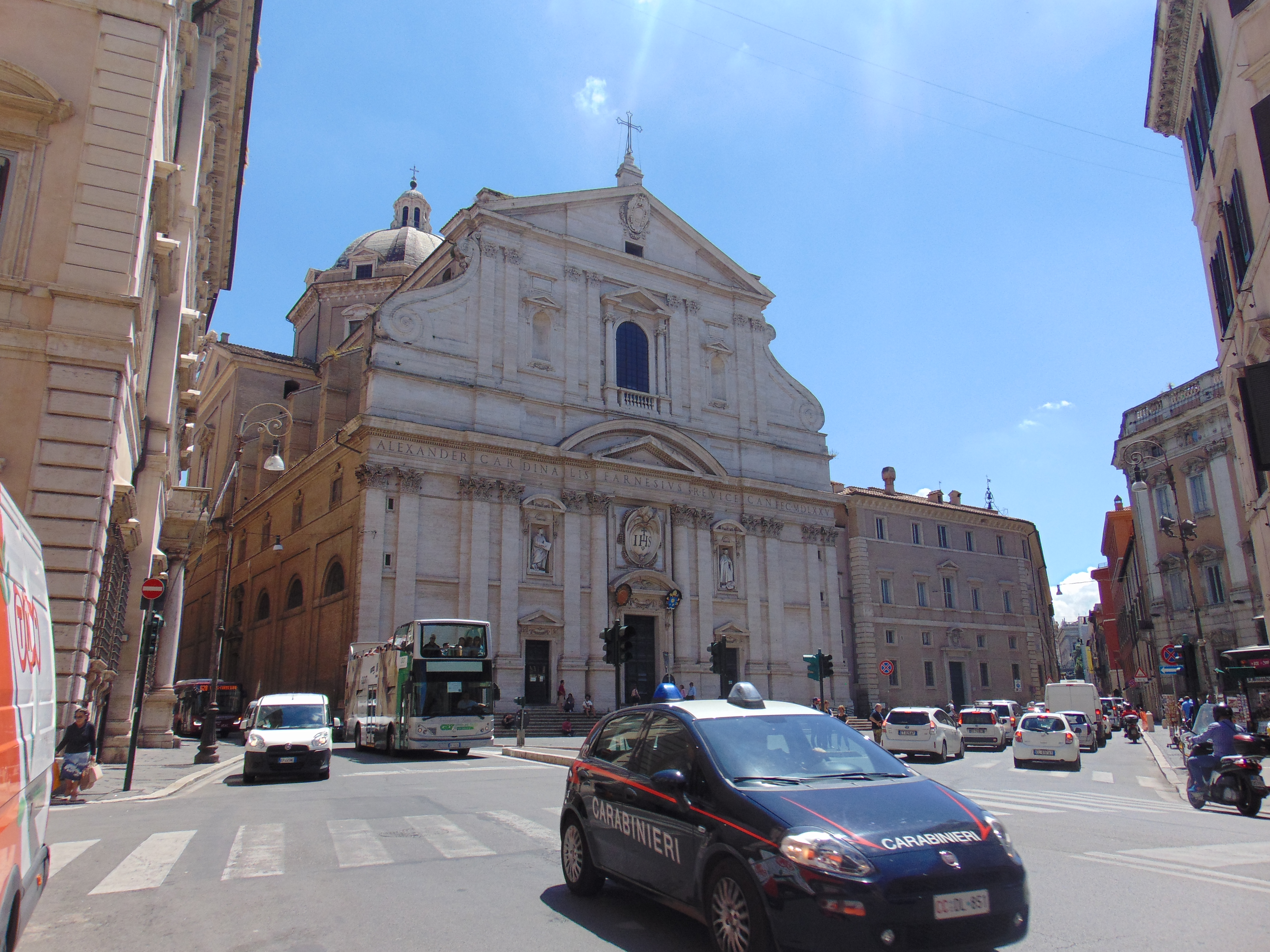
Vista da Piazza del Gesù. A Casa Professa é o palácio à direita da Igreja de Jesus.

Casa Professa dei Gesuiti é um palácio localizado num grande quarteirão delimitado pela Piazza del Gesù, Via d'Aracoeli, Via di San Marco e a Via degli Astalli, no rione Pigna de Roma, e parte do complexo que engloba a Igreja de Jesus, a igreja-mãe da Companhia de Jesus ("jesuítas").

## História
Este grande edifício, cuja entrada principal fica no número 45 da Piazza del Gesù, é um edifício construído entre 1599 e 1623 para ser a sede da Companhia de Jesus, substituindo um edifício anterior, mais modesto, que havia sido a primeira Casa Professa, gravemente danificada na grande inundação de 1598. Os jesuítas, reconhecidos como uma ordem religiosa em 1540 pelo papa Paulo III, se estabeleceram ali em 1544 e o próprio Santo Inácio de Loyola viveu no local, ocupando um pequeno apartamento composto por um vestíbulo, um quarto de dormir, uma pequena sala de visitas e um pequeno quarto reservado ao irmão coadjutor que o assistia: ali Loyola morreu em 31 de julho de 1556. A reconstrução do edifício foi obra do superior-geral Claudio Acquaviva e se deu graças ao financiamento do cardeal Odoardo Farnese, sob o comando do arquiteto Girolamo Rainaldi (1606-1620). O antigo edifício foi quase completamente demolido, com exceção dos recintos do apartamento de Santo Inácio. 
Este apartamento era visitado por muitos peregrinos e noviços jesuítas que queriam admirar a modesta mobília e as poucas relíquias da presença de Santo Inácio, incluindo um par de seus sapatos, pinturas e documentos.
O palácio serviu como "Curia Generalis" (a sede internacional) da Companhia de Jesus até a sua supressão em 1773 e novamente no período entre a sua restauração, em 1814, e a Unificação italiana (1873). Ele abrigava os aposentos do superior-geral da Companhia, seus assistentes e diversos professores. Ali estava também o arquivo central da ordem (conhecido como ARSI - "Archivum Romanum Societatis Iesu"), uma biblioteca que foi, depois, sendo readquirida gradualmente pela Companhia de Jesus. Partes do complexo monástico original atualmente são utilizados pela biblioteca pública municipal de Roma e como dormitório para estudantes da Universidade de Palermo; o espaço ocupado pelo mosteiro atualmente é bastante reduzido. A Curia Generalis se mudou depois para a Villa Barberini al Gianicolo, onde está até hoje.

## Corredor de Andrea Pozzo

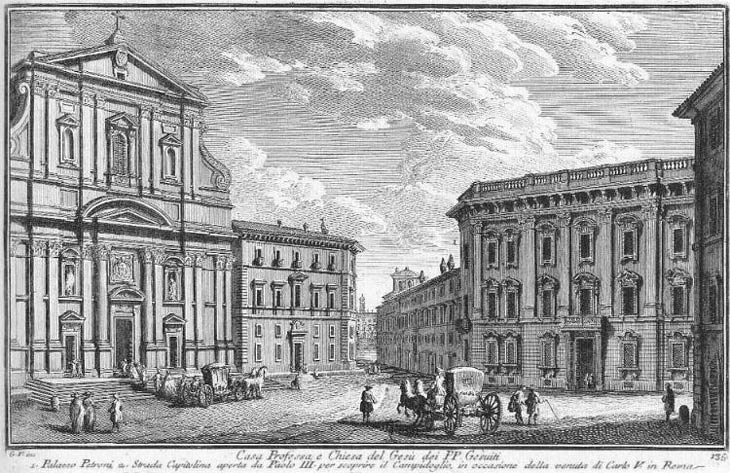
Gravura de Giuseppe Vasi (1756) com a mesma vista.

Alguns anos depois, c. 1680, o superior-geral Paolo Oliva decidiu decorar o corredor que levava ao apartamento e contratou o pintor Jacques Courtois, dito Il Borgognone por causa de sua terra natal. A morte prematura do artista deixou a obra incompleta e, por isso, o padre Oliva, por sugestão do pintor romano Carlo Maratta, contratou Andrea Pozzo. O resultado foi um ambiente que é um extraordinário exemplo do virtuosismo em perspectiva e de ilusão de ótica: uma obra mutável que parece se transformar dependendo do ponto de vista do observador. O corredor foi revestido com uma série de afrescos realizados em espaços entre faixas arquiteturais que parecem intermináveis com o objetivo de corrigir as dimensões restritas do corredor, que parece mais largo e mais longo do que é, e sua falta de alinhamento numa das extremidades.
Alguns pequenos putti, pintados em anamorfose (ou seja, deformados para obter um determinado efeito visual) para serem vistas de um ponto pré-estabelecido no pequeno corredor, revelam o sofisticado uso por Pozzo de um profundo e refinado conhecimento de perspectiva. Nas paredes estão representados com realismo alguns milagre realizados por Santo Inácio e, no centro da abóbada, populada por querubins com os retratos dos fundadores da Companhia, pode-se ver "Santo Inácio ascende ao Céu". A solução cenográfica e ilusionista é também eficaz no final do curto corredor onde está a parte mais interessante de toda a decoração: o pano de fundo que simula a nave de uma igreja onde dois anjos sentados tocam violino e violoncelo. Este jogo de perspectiva pode ser apreciado em sua totalidade a partir do centro da sala, num ponto marcado no chão por uma rosa em intársia de mármore. 
Os jesuítas ficaram tão satisfeitos com o trabalho de Pozzo que o contrataram para decorar outras igrejas da ordem, incluindo Sant'Ignazio.

## Descrição

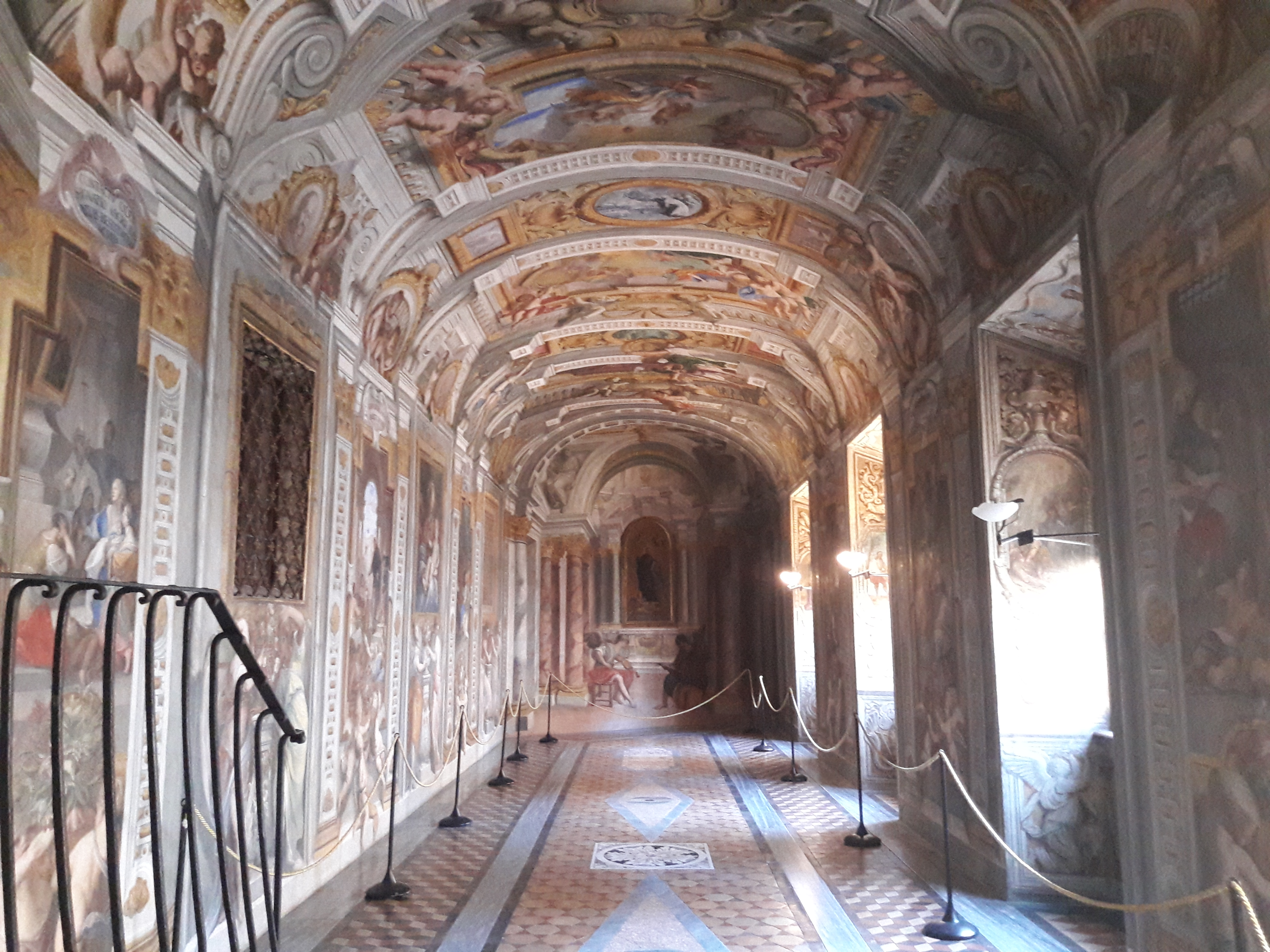
Corredor do apartamento de Santo Inácio de Loiola decorado por Andrea Pozzo.

A Casa Professa tem quatro fachadas de tijolos distintas de frente para a Piazza del Gesù, a Via d'Aracoeli, a Via di San Marco e a Via degli Astalli: todas são caracterizadas por massivas decorações nas esquinas em silhares rusticados e por uma larga cornija marcapiano separando o piso térreo dos outros dois (o ático acima do beiral é do século XIX), cada um com uma sutil cornija marcapiano sob as janelas.
No número 45 da Piazza del Gesù está um belo portal com cornija de mármore, decorado com os dois lírios (símbolo da família Farnese) e encimado por uma pequena edícula com tímpano curvo e quebrado no centro do qual está o trigrama "IHS" abaixo de uma cruz e acompanhado pelos três pregos da cruz; o todo está circundado por raios de luz com uma pequena cabeça de um putto. O portal é flanqueado por dois pares de janelas de cornija dupla no piso térreo e dois pares de pequenas janelas quadradas de cornija dupla no mezzanino. Nos demais pisos se abrem cinco janelas, arquitravadas no primeiro (das quais a central é mais alta e com um tímpano triangular, e com moldura simples no segundo.
Nas duas extremidades da fachada estão as duas esquinas rusticadas, uma na direção da Igreja de Jesus e a outra, dupla e servindo como separação para a fachada seguinte, que se vira bruscamente na Via d'Aracoeli, enquadra uma placa com a seguinte inscrição: "ODOARDUS FARNESIUS S.R.E. DIAC CARD SOCIETATI JESU QUA PIETATE MAIORES SUI NASCE EXCEPERUNT CRESCENTEM FOVERUNT ADULTAE AC PROPAGATAE DOMUM HANC PRIMO LAPIDE FACTO EXTRUXIT ANNO IUBILEI MDC AETATIS SUAE XXVII" ("Odoardo Farnese, cardeal-diácono da Santa Igreja Romana pela Companhia de Jesus, com a mesma devoção com a qual seus antepassados a apoiaram desde o princípio e a favoreceram enquanto se desenvolvia, agora que foi fortalecida e expandida, construiu esta moradia depois de ter posto a primeira pedra no ano jubilar de 1600 com 27 anos de idade"). Esta fachada, encurtada em 1932 para permitir o alargamento da Via di San Marco, conta com onze janelas e dois portais no térreo e treze janelais nos outros dois pisos.
Na Via di San Marco, o palácio se apresenta numa fachada com nove janelas. Na esquina chanfrada com a Via degli Astalli havia antigamente um relógio, substituído depois por uma edícula mariana, cópia de uma obra original que hoje está abrigada no interior do palácio. Sob um pequeno baldaquino em formato de pavilhão, ornado com pingentes e borlas, está uma severa cornija de mármore do final do século XVI encimada por uma faixa entre volutas com o motto "SUB TUUM PRAESIDIUM" ("Sob ti governo"). A pintura, protegida por um vidro, representa a "Virgem e o Menino". Sobre a edícula está um grande brasão do cardeal Odoardo e a inscrição "SUPREMO IMPOSITO LAPIDE ODOARDO FARNESIUS CARD EPISC SABIN" ("Colocada a última pedra, Odoardo Farnese, cardeal-bispo de Sabina". Finalmente, no número 14 da Via degli Astalli está uma outra entrada, constituída por um belo portal em arco, este também encimado pelos lírios farnésios e pelo trigrama "IHS". Flanqueando-o no piso térreo estão várias janelas transformadas em portas; nos pisos superiores se abrem dezoito janelas em cada um.